# یون پارکالاب
یون پارکالاب (رومانیایی: Ion Pârcălab؛ زادهٔ ۵ نوامبر ۱۹۴۱) بازیکن و مربی فوتبال اهل رومانی بود.
از باشگاه‌هایی که در آن بازی کرده‌است می‌توان به باشگاه فوتبال نیم المپیک، باشگاه والیبال دینامو بخارست، و باشگاه فوتبال دینامو بخارست اشاره کرد.
وی همچنین در تیم ملی فوتبال رومانی بازی کرده‌است.